# Smrtící Avalon
Smrtící Avalon (アヴァロン, avaron) je japonsko-polský sci-fi film z roku 2001. Jeho pochmurná nálada s animovanými prvky byla natočena s polskými herci v Polsku. Větší část příběhu se odehrává v podzemních tunelech a sklepeních.
Film popisuje svět v nedaleké budoucnosti, kdy hlavní aktivitou a náplní života je hraní her, ostatní věci pozbývají smyslu. Hlavní hrdinka Ash, je jednou z profesionálních hráčů bojové hry zvané Avalon. Hry při které jde opravdu o život. Lze při ní zemřít.